# Hustjärnen (Boteå socken, Ångermanland)
Hustjärnen är en sjö i Sollefteå kommun i Ångermanland och ingår i Ångermanälvens huvudavrinningsområde. Sjöns area är 0,025 kvadratkilometer och den är belägen 137,6 meter över havet.